# Harry van Raaij
Hendrikus Jacobus Maria "Harry" van Raaij (Haps, 29 de agosto de 1936 - 16 de noviembre de 2020) fue un funcionario neerlandés. Presidente del PSV Eindhoven (1996-2004).

## Biografía
Van Raaij nació en Haps el 29 de agosto de 1936. Fue un defensor de la Liga Atlántica, que habría sido una competencia para clubes más grandes en países europeos más pequeños. Profesionalmente, fue gerente en Philips.
Van Raaij falleció el 16 de noviembre de 2020 a la edad de 84 años.